# دونالد إي. غراهام
دونالد إي. غراهام (بالإنجليزية: Donald E. Graham)‏ هو مسير أعمال أمريكي، ولد في 22 أبريل 1945 في الولايات المتحدة.

## وصلات خارجية
- دونالد إي. غراهام على موقع إن إن دي بي (الإنجليزية)